# Emmerich (Adelsgeschlecht)

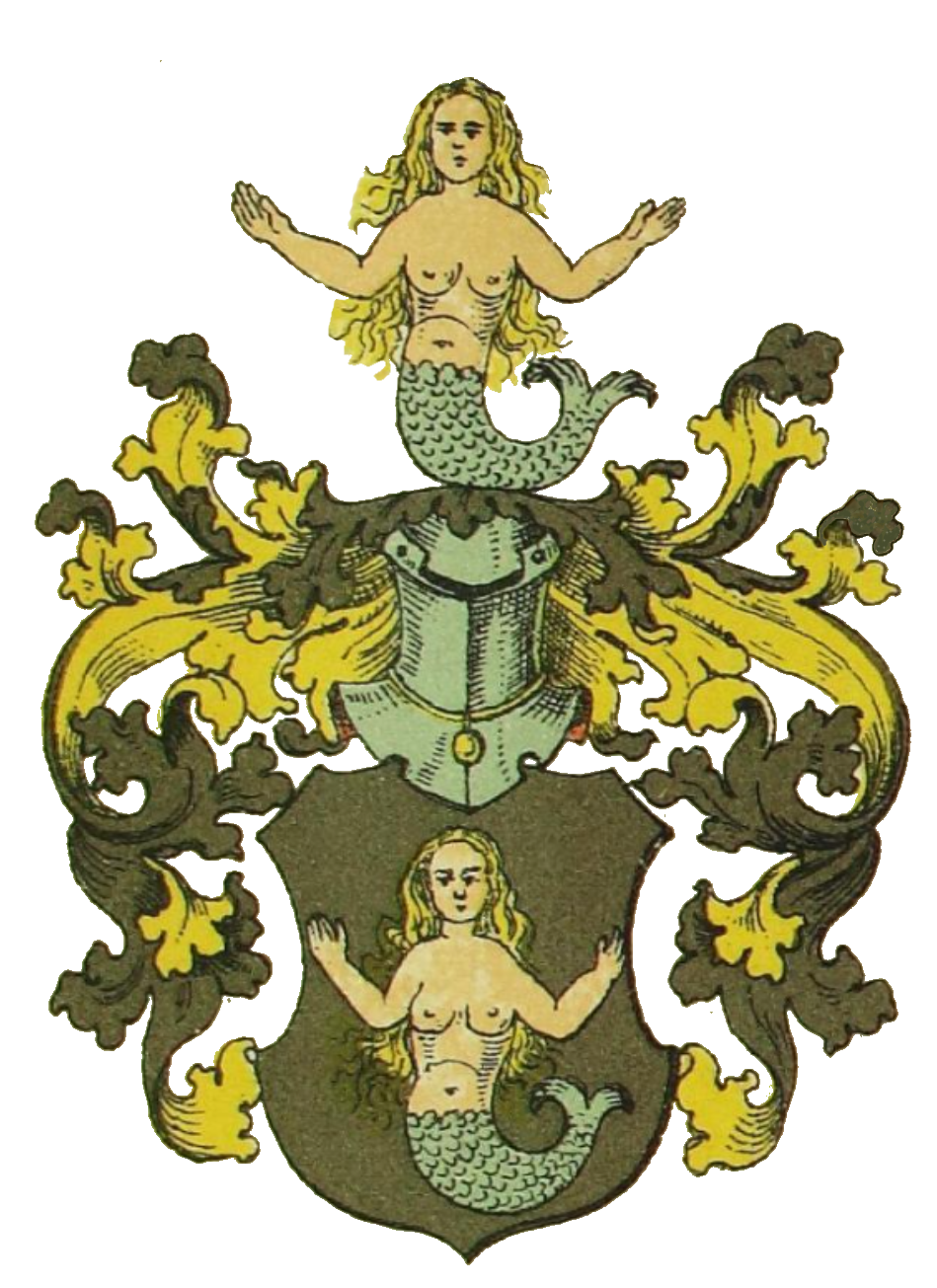
Stammwappen der Emmerichs im Neuen Lausitzischen Magazin 68 (Beilage, 1892)

Emmerich (auch Emerich, Emrich) war zunächst ein Patriziergeschlecht in der Oberlausitz. 1559 und 1742 wurden Familienmitglieder aus unterschiedlichen Stämmen der Familie in Nikrisch bzw. in Frankfurt geadelt. Ihr bekanntestes Mitglied ist Georg Emmerich.

## Etymologie und Herkunft
Nach Richard Jecht (1892) ist das Geschlecht erst mit Urban Emmerich und nicht vorher in Görlitz ansässig gewesen. Hermann Knothe (1879) und Walther Ludwig (1980) behaupteten dies beispielsweise. Vor allem ist es nicht, wie behauptet wurde, mit Ermanrich, Ermenrich, Ermerich, Ermelrich bzw. Ermelreich verwandt, da letztere Geschlechter in den vielen urkundlichen Quellen nie ohne das ‚r‘ im Anfang des Wortes geschrieben sind. Vielmehr gehe Emmerich bzw. Emerich, Emrich auf Ambricho bzw. Embricho zurück.
Der im Görlitzer Urkundenbuch zu findende und von Knothe und Ludwig als Georg Emmerichs Vorfahr herangezogene Kunradus de Grifenberch quem Emmericum vocitant, sei in der Urschrift als Ermericum zu lesen.
Hans Emrich, der in den 1390er Jahren mehrmals in Urkunden steht, sei auch als „ein erbar Mann aus Hainau“ belegt, der Geld auf Hypothek nach Görlitz verlieh.
Die Nachricht einiger Chronisten, dass der Rat zu Görlitz im Jahr 1422 mit Vincenz Heller und seinen Schwiegersöhnen und Bürgermeistern in damaliger Zeit Nikolaus Günzel und Wenzel Emrich in Verhandlung trat, sei falsch, da Wenzel Emrich nie Bürgermeister von Görlitz gewesen, in jener Zeit gar nicht nachweisbar und schon gar nicht im Görlitzer Rat gesessen habe. Sie gehe wahrscheinlich auf den „bekannten ‚Lügenhistoriographen‘ Hofemann (Cnemiander)“ zurück.
In diesem Sinne erwarb Urban Emmerich ohnehin erst im Verwaltungsjahr 1432/33 im Alter von über 50 Jahren das Bürgerrecht in Görlitz.

## Stammbaum

### Stammlinien
Urkundlich bestätigt ist nach Jecht, dass Urbans 1329 geborener Vater auch Urban hieß. Der war verheiratet mit einer aus dem Hause Pfinzing aus Nürnberg. Als Emmerich von der Warthe wird der Vater des älteren Urbans bezeichnet, der mit seiner Frau Margarethe (⚭ vor 1375; geb. von Arnoltsdorf) das Haus am oberm Ringe in Glatz von Frenczel von Fokkus kaufte. Er vermachte es noch zu Lebzeiten seinem Sohn Urban.
Urban II. hatte aus zwei seiner drei Ehen sieben Kinder:
Erste Ehe (Margarethe Sauermann; vor 1422 in Breslau):
- Dorothea (⚭ Nickel Rose)
- Hedwig (⚭¹ Gregorius Hammer; ⚭² Hans Jost)
- Regina (⚭ Matthes Art)
- Urban III (* um 1400 in Glatz oder Leopoldshain bei Görlitz; † April 1472) heiratete im Jahr 1461 Anna Behr, Tochter eines angesehenen Behr unbekannten Taufnamens und Barbara Behr (nach Richard Jecht heißt sie Anna Valentin, was nach Erich Wentscher jedoch ein Missverständnis spätestens durch den Görlitzer Genealogen Christian Schäffer ist, da ein Hirschberger Bürger Valentin und seine Frau Margarethe am 16. Mai 1641 lediglich einen Leibrentenvertrag mit Anna und Urban abschloss. Annas Mutter werde darin als Barbara Behr erwähnt.), nachdem er sie 1459 gewaltsam aus Hirschberg entführt hatte. Er wurde bei Hoyerswerda von Feinden überfallen und wurde erst gegen eine große Summe Geld freigelassen.[7] Dieses Ereignis ist möglicherweise identisch mit seiner fünfzehnmonatigen Schuldhaft 1468/69 in Tetschen, veranlasst durch eine aus der mit Görlitz verfeindeten Familie von Wartenberg. Demnach hatte er sich aber selbst verschuldet. Unterstützung seiner reichen Familienangehörigen hatte er trotz seines Flehens nicht empfangen. Ein Herr von Gersdorf löste ihn schließlich aus. Krank durch das lange Gefängnis und gezeichnet durch den Druck seiner Gläubiger starb er früh im Jahr 1472.[8] Kinder hinterließ er nicht. Matthäus Schneider, der Vater Franz Schneiders, heiratete 1482 Anna Behr und beglich einige oder die gesamten Schulden Urbans.[9][10]
- Georg (* 1422 in Glatz; † 1470 in Görlitz)

Erste Ehe (Barbara Knebel; Januar 1468):
- - Peter († 1529) heiratete in erster Ehe die Liegnitzer Ratsherrentochter Martha Schönfeld und in zweiter Ehe Catharina Berger († 1541) aus Leipzig. Aus zweiter Ehe sind acht Kinder überliefert.[11]
    - Andreas hat im Jahr 1529 einen Bezug zu Schlesien. Seine Tochter unbekannten Vornamens heiratete „Hans Marcel v. d. Neisse aus Breslauer Patriziergeschlecht“
    - Erasmus († vor 9. August 1549)
    - Catharina
    - Anna (⚭ Hans Stollberger von Birkenhain)
    - Valentin (im Jahr 1543 Tuchmacher)
    - Christoph († 1548)
    - Clara (⚭ Joachim Schütz)
    - Sophie (⚭ 1540: Hieronymus Keul, Notar in Löbau)

weitere Kinder aus der ersten Ehe Georgs
- - Martin
  - Hans der Ältere († 1. Mai 1539 in Görlitz) war Ratsherr in Görlitz und heiratete im Jahr 1526 Anna Hörnig aus Breslau. Am 9. März 1538 bat er darum, den Rat zu verlassen, um nach Freiberg übersiedeln zu können. In der Vorbereitung zu seinem Umzug starb er nach Erkrankung. Er hinterließ vier Töchter.[13]
    - Anna (⚭ um 1520: Hofrichter Christoph von Tarnau, Sohn des Iban von Tarnau und Anna, geborene von Bank). Anna Emmerich starb bei der Geburt ihres vierten Kindes
    - Christina (⚭ Matthes Garn)
    - Margarethe
    - Katharina († 1571; ⚭ Andreas von Reuss)

weitere Kinder aus der ersten Ehe Georgs
- - Katharina (auch Katharine) heiratete in erster Ehe Gregorius Klett(e) und in zweiter Ehe Gregorius Berndt
  - Apollonia heiratete Steffan Alnpeck (auch Steph. Altnbeck), in zweiter Ehe Martin von Manewitz
  - Barbara heiratete Niklas Köhler und in zweiter Ehe Jakob Aspe
  - Magdalena heiratete Melchior Frankenstein
  - Margaretha heiratete Ulrich Schütz.
  - Dorothea[14] († 1520), Barbara Knebels jüngste Tochter und Georgs neuntes Kind[15] heiratete 1506/07 in Görlitz Sebastian Schütz (auch Sebastian Schütze;[16] * um 1485 in Nürnberg; † 6. Juli 1569 in Görlitz), einen Leipziger Studenten, Anhänger Kaspar Schwenckfelds und Sohn eines Görlitzer Tuchhändlers.[17] Sebastian Schütz war im Jahr 1528, gemessen anhand der im Steuerregister von 1528 bis 1543 angegebenen Vermögenswerten, vor Jörg Schmid („Jorg Schmyd“) und den Erben Bernhard Bernts reichster Mann der Stadt Görlitz.[18]

Zweite Ehe Georgs (mit Klara Eschlauer; Ende 1470er Jahre):
- - Caspar studierte 1486 in Leipzig, erwarb dort 1498/1501 den artistischen Bakkalar und den Magister. Er war Dekan und Domherr zu Bautzen und 1504/05 Rektor der juristischen Fakultät der berühmten Universität zu Bologna.[19][20]
  - Anna[14] heiratete Adolar Ottera.
  - Hans der Jüngere erbte das Dorf Nikrisch und pflanzte sein Geschlecht in männlicher Linie bis 1725 und in weiblicher Linie durch die Familien Fischer, Meyrich und Hagedorn in Nikrisch bis heute (erstes Viertel des 20. Jahrhunderts oder weiter) fort.[14] Er befand sich 1528 unter den fünf reichsten Bürgern in Görlitz.[21] Das den Emmerichs 1559 verliehene Wappen

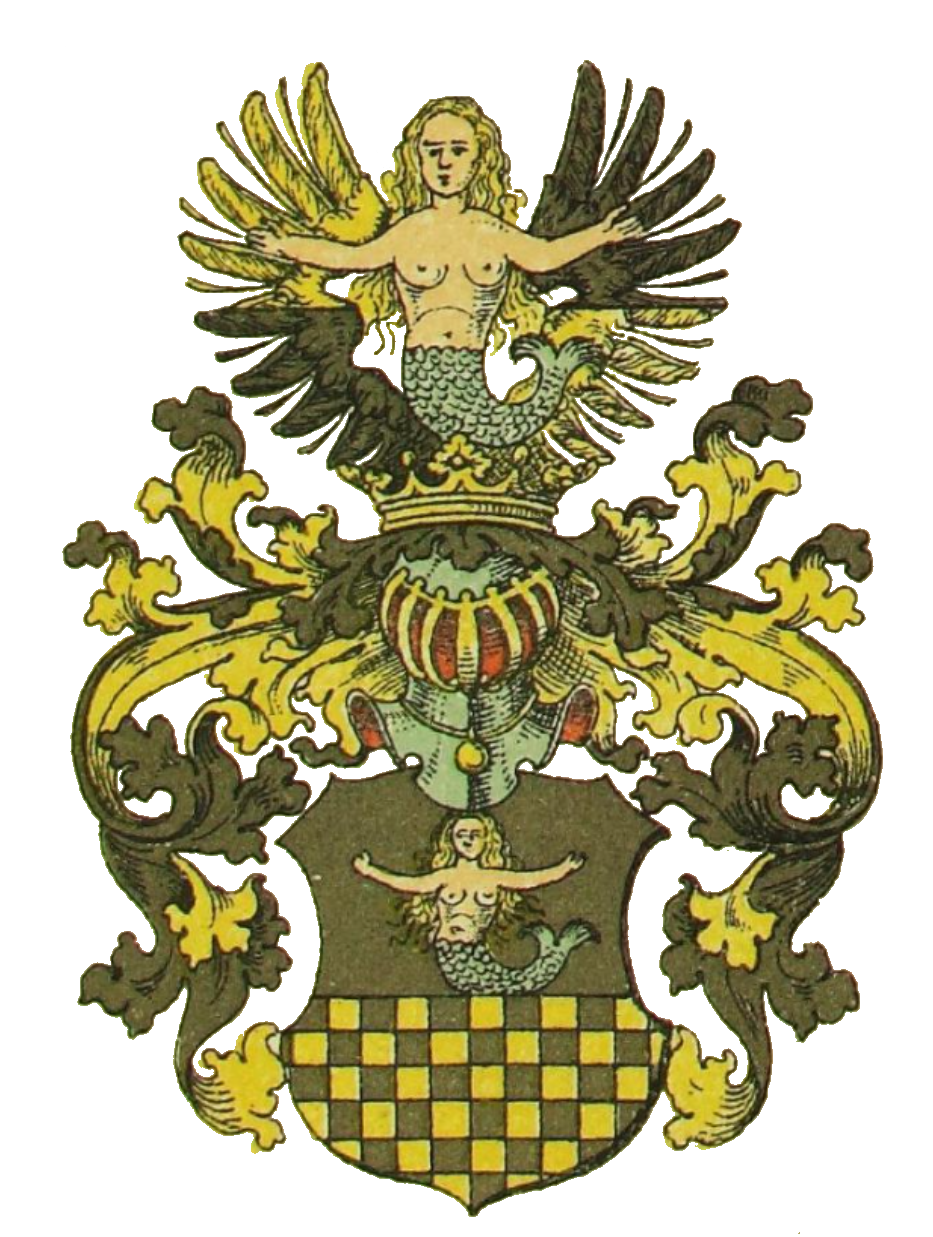
Das den Emmerichs 1559 verliehene Wappen

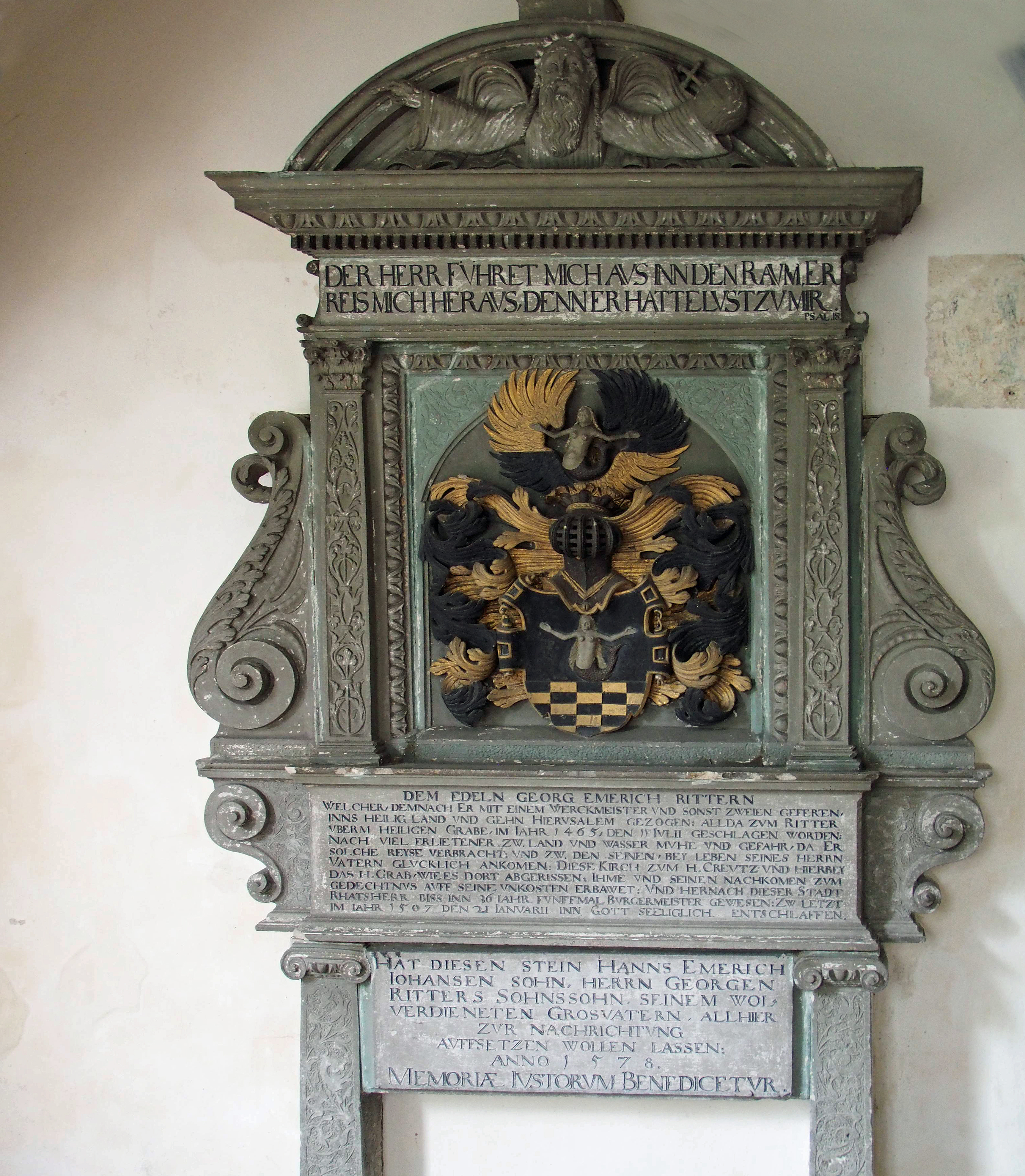
Epitaph des Georg Emmerich (Emerich) in der Adamskapelle beim Heiligen Grab

- -     - Urban Emmerich (Sohn Hans des Jüngeren) wurde 1559 mit seinem Bruder Johann von Ferdinand I. in „Nickers“ (Nickrisch) als erster Zweig der Familie Emmerich geadelt.[22]
    - Johann (auch Hans, Hans Emerich Johansen Sohn, Herrn Georgen Ritters Sohnssohn; † 1594) ließ 1578 in der Adamskapelle zwei (lateinisch und deutsch) Epitaphien errichten, die zu der Legende führten, dass Georg Emmerich der Stifter des Heiligen Grabes sei.[23]
      - Hans Emmerich wurde im Jahr 1584 von Ferrandus de amatis zum Pfalzgrafen ernannt, als welcher er beispielsweise 1587 den Brüdern Göbel ihr Wappen und Kleinod verlieh. Im Jahr 1590 heiratete er Elisabeth Ritter von Hennersdorf, Tochter des ehemaligen Görlitzer Bürgermeisters Valentin Ritter († 1586). Hans Emmerich wurde selbst 1617 und 1620 Bürgermeister von Görlitz, verstarb wohl aber in seinem zweiten Amtsjahr. Sein Testament befindet sich in der Milichschen Bibliothek.[24]

Zweite Ehe Urbans II (mit Margarethe Rinckengießer; vor 1433):
- Wenzel (* 1442;[25] † 24. März 1503) begann 1458 in Leipzig Jura zu studieren. 1477 wurde er in den Görlitzer Rat gewählt und übte das Schöppenamt in den Jahren 1481, 1486, 1496 und 1500 aus. Weil sein (Halb-)Bruder Georg auch im Rat saß, und diese Konstellation nicht erlaubt wurde „feierte“ er wohl, das heißt er machte frei. 1479 war er Kirchenvater in der Frauenkirche und Verweser des ehemaligen, in der zweiten Hälfte des 13. Jahrhunderts entstandenen Spitals St. Jakob (auch Hospital zum heiligen Geist, Neißehospital),[26] 1495 Kirchenvater zu St. Peter und Pauli. Zum Wohle der Stadt reiste er viel in nahgelegene Ortschaften, wie Forst, Sorau, Löbau, Muskau, Bautzen, Sagan. Er hatte besonders bei seinem Halbbruder Georg Schulden, der ihn deswegen auch mehrmals verklagt. Wenzel heiratete Margarethe (geb. Uthmann) und bekam mit ihr acht Kinder:
- Simon (letzter katholischer Pfarrer auf Ludwigsdorf)
- Wenzel II.
- Jakob († 1553) erwarb Rauschwalde und hatte mindestens einen Sohn Joachim, der Rauschwalde erbte.
  - Eine Martha Emmerich a.d.H. Rauschwalde († 1629), verheiratet mit Johannes Tscherning (auch: Johann Tscherning; * 1521; † 1586) stammte wohl von Jakob ab. Martha stiftete ihrem Ehemann, dem sie zwei Töchter und einen Sohn geboren hatte, ein Denkmal an der Südseite der katholischen Pfarrkirche (Maria Himmelfahrt) in Bunzlau.[27][28]
  - Dorothea (⚭ Paul Schmid)
  - Margarethe (⚭ Johannes Mey)

weiterer Sohn Wenzels I.:
- Paul erwarb bzw. kaufte sich nach dem Tod seines Vaters Wenzel alle vier Teile von Heydersdorf (poln. Włośień), die im Erbe zunächst getrennt worden waren. 1527 zog er aus der Stadt Görlitz auf sein Gut Heydersdorf. Er war verheiratet mit Anna Tilicke und hatte mit ihr angeblich acht Kinder, wenngleich zehn beschrieben wurden. Nach Pauls Tod verkauften die im Folgenden aufgelisteten Kinder Heydersdorf an Matthias von Salza.[29]
  - Stephan
  - Wenzel III.
  - Anna
  - Catharina
  - Elisabeth
  - Georg
  - Margaretha
  - Christoph (starb im ersten Lebensjahr)

weitere Kinder Urbans III.:
- Urban IV.
- Margaretha (⚭ Ditrich Cranleit)
- Hedwig (⚭ Nikolaus Tilicke, nach Christian Speer ein Verwandter Hans Frenzels Schwiegervater Caspar Tilicke)[30]

Anhand des verfügbaren Quellenmaterials nicht in den Stammbaum einfügen lässt sich:
- Martha Emmerich, seit etwa Mitte des 16. Jahrhunderts verheiratet mit Valentin Hass. Die Meerfrauen im geeinten Wappen beweisen Marthas Zugehörigkeit zur Görlitzer Familie Emmerich.[31]

Arthur Haupt nennt in der Aufzählung der „Grabdenkmäler und Epithapien auf dem alten Nikolaifriedhof und in der Nikolaikirche zu Görlitz“ (1937) mit dem Namen E(m)merich:
- Alphons Em(m)rich von Görlitz (8. Juli 1625): * 1598; † 1638. Urbanischer Stamm, Sohn des Bürgermeisters und Comes palatinus Hans Emrich und Elisabeth Ritter.
- Ezechiel Em(m)rich (17. Mai 1667): Stadtdiener. Zugehörigkeit zum Geschlecht Emmerich scheinbar, aber nicht sicher.
- Ferdinand Em(m)rich von Görlitz (13. Dezember 1664): * 1633; † 1685. Urbanischer Stamm, Sohn des Gottfried E. und Urururenkel Georg Emmerichs. Lic. iur. und Rats-Hospitalverwalter.
- Georg Em(m)rich von Görlitz (7. Juli 1629): * 1602; † 1679. Wenzelischer Stamm, Sohn des Hans E. auf Rauschwalde und Anna Schön. Besaß 1675 den Bierhof Nonnengasse 19, Ecke Klosterplatz.

Dieser Georg, Erbauer der heutigen Emmerich’schen Gruft hatte zehn Kinder, von denen ihn nur drei überlebten: Urban († 1725), Elisabeth Floriana (⚭ Gottfried Tischer) und Helena Tugendreich (⚭ Gotthard Samuel Meyrich).

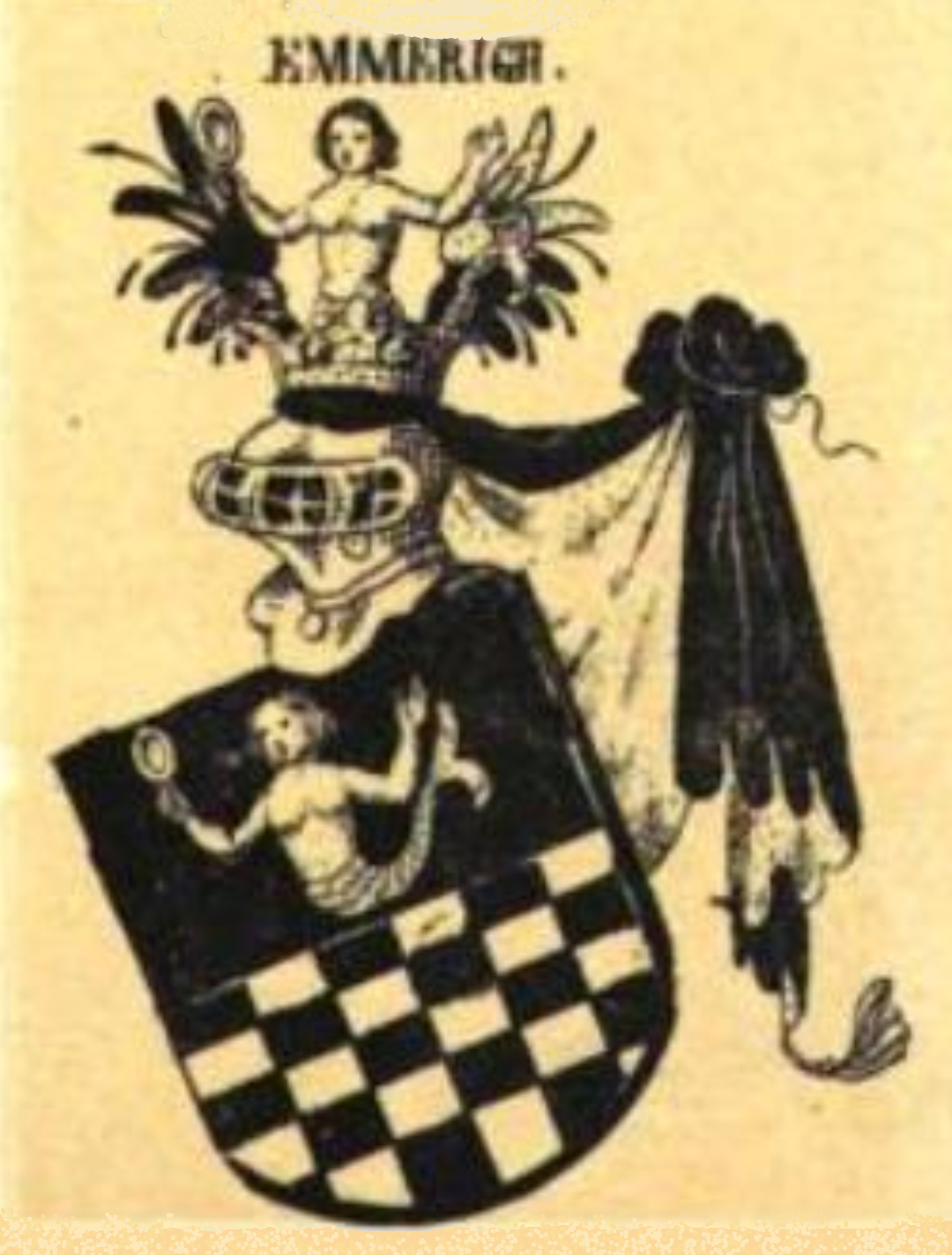
Mit Adelsbestätigung im Jahr 1742 in Frankfurt verliehenes Wappen

Am 6. November 1742 wurde in Frankfurt ein nach Bayern übersiedelter Teil der Wenzel’schen Nachkommen durch Kaiser Karl VII. im Adel bestätigt bzw. in den ritterlichen Reichsadel erhoben, und ihnen ein erneuertes Wappen verliehen.
Günther Grundmann berichtete von einer Linie der Familie, beginnend bei Gottfried Emmerich. Eines seiner neuen Kinder hieß wie er selbst Gottfried (1631–1701). Dieser Gottfried erbte Nickrisch und heiratete Helena Sophia Kunrad († 1687). Aus der Ehe entstammten Maria Sophia (1664–1741; ⚭ Siegmund Sybeth), Gottfried († jung), Anna Elisabeth (1668–1721; ⚭ Christian Gottlieb Engelmann), Johannes († jung), Dorothea Sabina (1672–1723; ⚭ Elias Meyrich), Martha Katharina (1674–1698; 2x ⚭) und Gottfried (1677–1721).

## Familiengruft

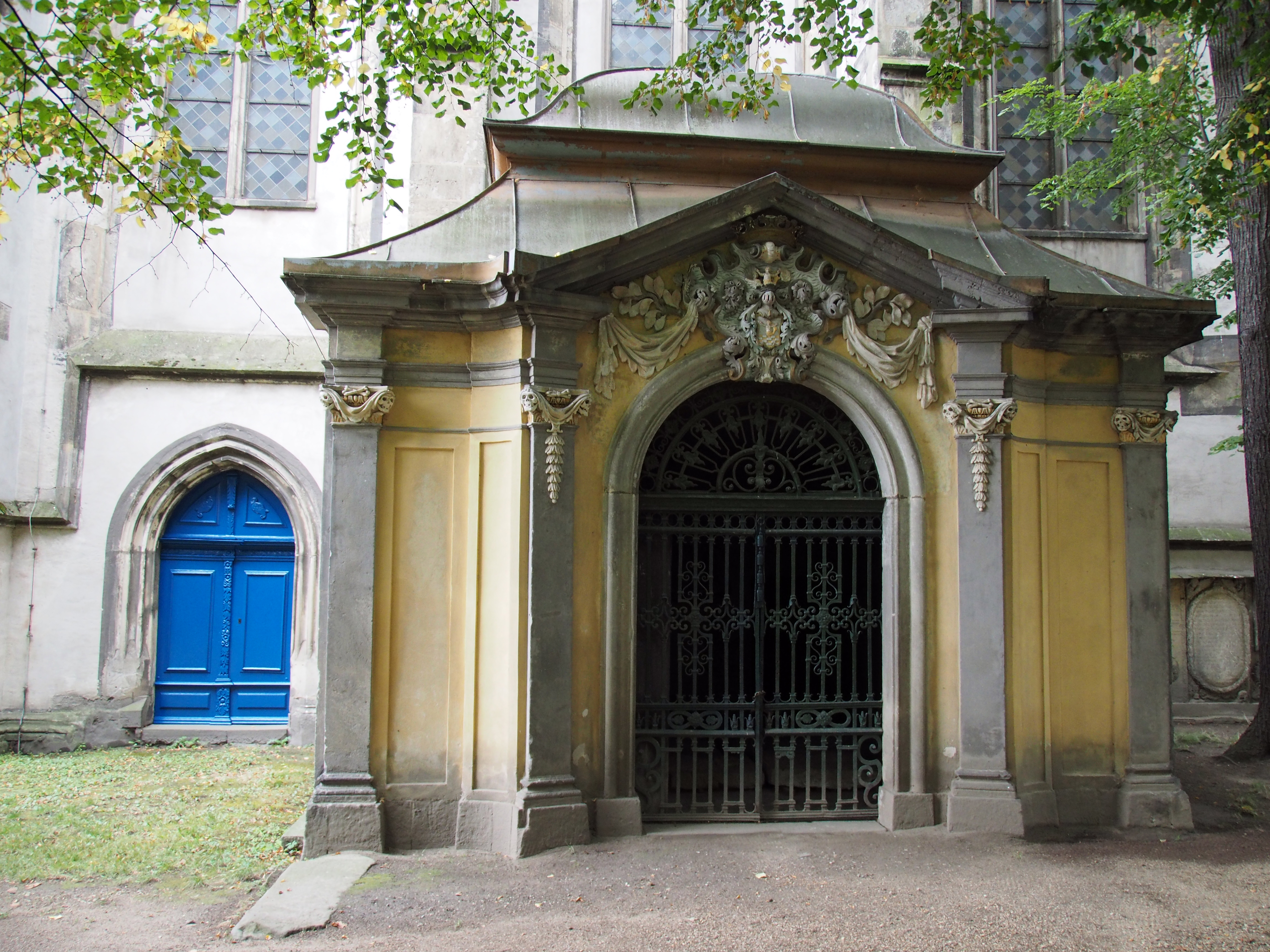
Emmerich’sche Gruft nördlich der Nikolaikirche

Die Emmerich’sche Familiengruft befindet sich an der nördlichen Kirchenwand der Görlitzer Nikolaikirche hin zum Nikolaikirchhof. Gegenüber (an der südlichen Kirchenwand) befindet sich die Familiengruft der Scholz von Schollensterns.
Die Emmerich’sche Gruft wurde im Jahr 1721 neu erbaut, nachdem 1717 die gleichenorts gelegene Familiengrabstelle bei einem Brand der Nikolaikirche zerstört wurde. Als Bauherr gilt ein Georg Emmerich (* 7. Juli 1677; † 6. Dezember 1721), der Ende des Baujahres offenbar starb.

## Mitteilungen des Freiberger Alterthumsvereins
In den Mitteilungen des Freiberger Altertumsvereins wird Emmerich als eine aus Freiberg stammende Familie ausgegeben. Auch Georg Emmerich habe sich vor dem Jahr 1478 im Freiberg und dann erst in Görlitz aufgehalten, was besonders entgegen den bisherigen zahlreich belegten Angaben über ihn steht.
Ungeachtet dessen habe es in Freiberg „laut eines Confirmationsschreibens über eine alte Hospitalisierung“ einen Theodoricus Emmerich, Freiberger Bürgermeister im Jahr 1309, gegeben, und gleichzeitig einen Ratsherr Hermann Emmerich. Mitte des 14. Jahrhunderts kämen Hans und Nicol Emmerich als Ratsherren vor. Nicol, vermutlich identisch mit „der alte Zehntner“, der 1390 aus Freiberg verbannt wurde.
Karl Wilhelm von Emmerich (* 1747; † 1824 in Krischa), preußisch sächsischer Generalmajor, entstamme auch dieser Familie. Karl Wilhelm war nach einer Nachricht des Lausitzischen Magazins in Hermsdorf bei Görlitz in der Nacht vom 23. auf den 24. September 1784 bei der Geburt eines Karl August, der Eltern Karl Ernst Georg von Ziegler und Karoline Theresie, geborener Emmerich, zugegen. Unter den 15 Taufzeugen waren demnach auch Karoline Sophie von Plötz, geborene Emmerich, Karl Wilhelm Emmerich (⚭ Auguste Wilhelme Friederike von Mücke), kaiserlich königlicher Oberstleutnant, und Karl Samuel Emmerich, kursächsischer Leutnant.
Tatsächlich wohnte zumindest eine Tochter Georg Emmerichs in Freiberg und zeitweise auch sein Sohn Caspar. Dies scheint allerdings in der Herrschaft der Alnpeck auf Freiberg verursacht, denn Georg Emmerichs Tochter Apollonia heiratete einen dieses Geschlechts. Sie ist wahrscheinlich identisch mit eben erwähnter Tochter, die ihr (Halb-)Bruder vor seinem Tod in Freiberg aufsuchte, nach dieser Darstellung aber nur besuchsweise.

## Wappen

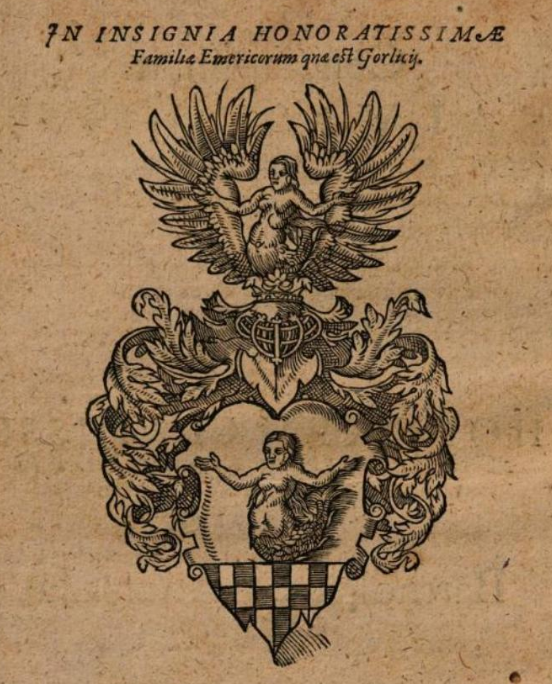
Familienwappen ‚Emerich‘ abgebildet bei Bartholomeus Andreades (1569)

Das Wappen der Familie Emmerich bzw. Emerich enthält „eine Sirene, halb Jungfrau, halb Fisch, mit ausgestreckten Armen und offenen Händen, das Haar lang herabfallend“.
Im Wappen der Adelserhebung der Nachkommen Georgs im Jahr 1559 ist die untere Hälfte des Stammwappens geschacht. Im Wappen der Adelsbestätigung der Nachkommen Wenzels im Jahr 1742 hält die Sirene in einer Hand einen Spiegel und die untere Schildhälfte ist auch hier geschacht.

## Persönlichkeiten
- Caspar Emmerich (um 1480 – nach 1522), Kanoniker zu Bautzen und Rektor der Universität Bologna
- Georg Emmerich (1422–1507), Görlitzer Stifter und Bürgermeister
- Hans Emmerich (1556–1620), Pfalzgraf und Görlitzer Bürgermeisters
- Urban Emmerich (1379–1470), Görlitzer Heerführer und Bürgermeister aus Glatz